# Global Shapers

Logotipo do Global Shapers Mundial

Global Shapers — É uma iniciativa do Fórum Econômico Mundial. Composta por uma rede de Hubs desenvolvidos e liderados por jovens entre 20 e 30 anos de idade. O Global Shapers foi fundado pelo presidente executivo do Fórum Econômico Mundial, o Professor Klaus Schwab, no ano de 2011.
Em 26 de junho de 2016, a comunidade era composta por 459 Hubs com mais de 6,216 Shapers.

## Hubs
Hubs são locais em que o Global Shapers se organiza, geralmente em grandes cidades em todo o mundo, e os participantes da comunidade são chamados de Shapers. Estes membros desenvolvem projetos e atividades que geram um impacto positivo na comunidade onde estão inseridos. A comunidade é energizada pelas diversas interações e projetos gerados dentro de cada Hub, sendo essas relações entre Hubs nacionais ou a nível mundial. Shapers também interagem com outras comunidades do Fórum Econômico Mundial.